# Jüdischer Friedhof (Dubăsari)
Koordinaten: 47° 16′ 41″ N, 29° 8′ 45″ O

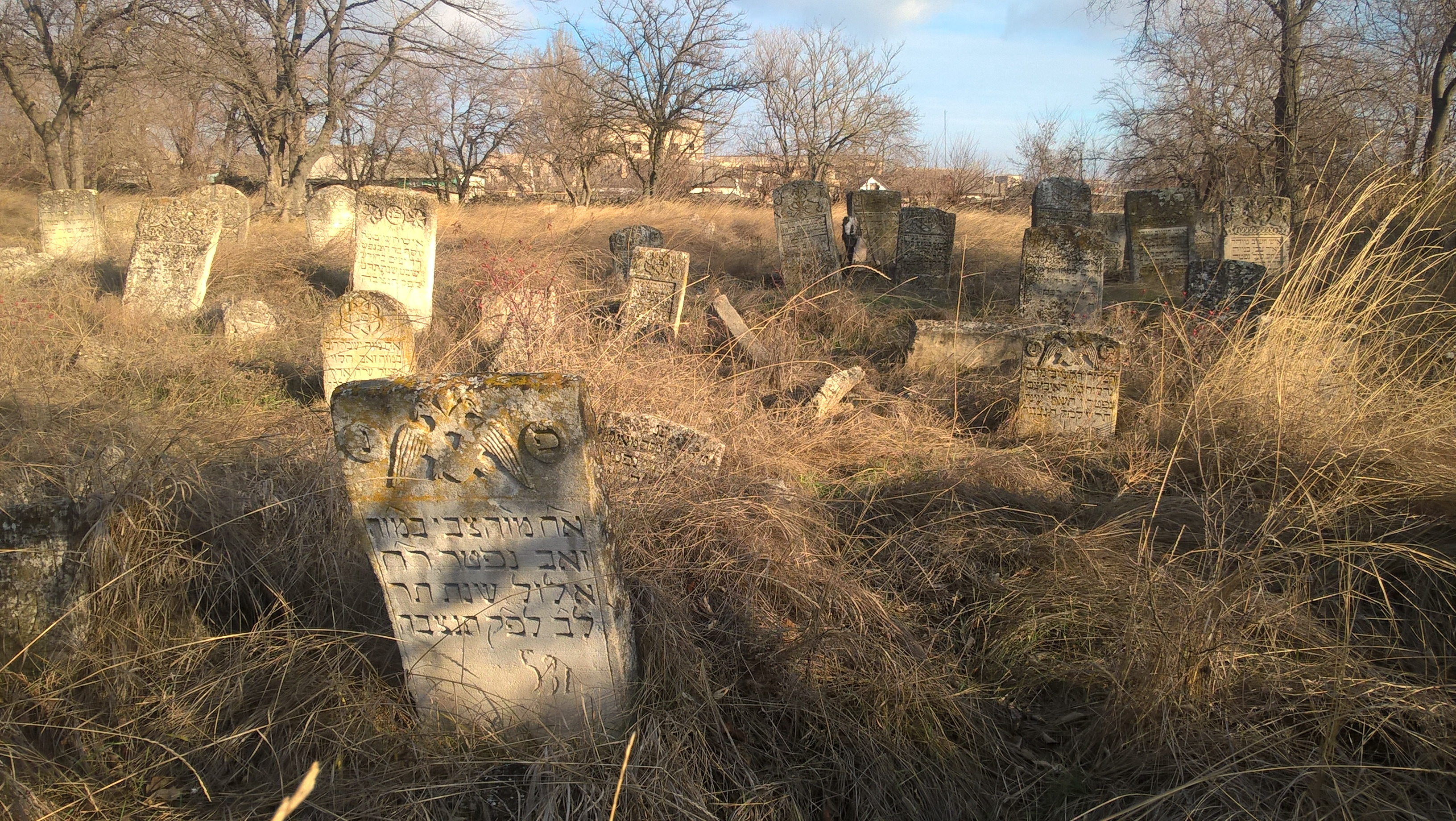
Der jüdische Friedhof Dubăsari (2016)

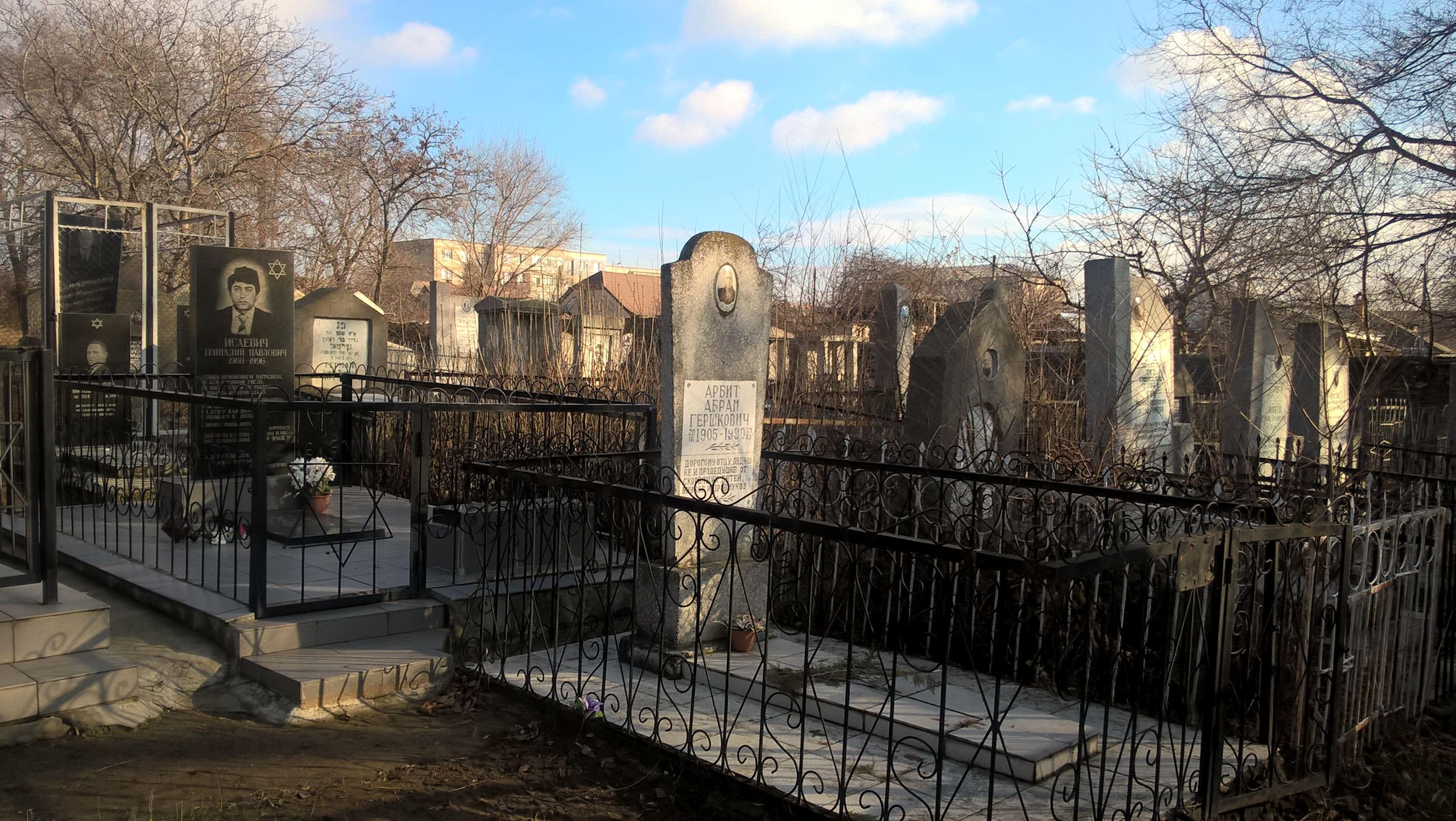
Der jüdische Friedhof Dubăsari (2016)

Der Jüdische Friedhof Dubăsari liegt in Dubăsari, einer Stadt im Rajon Dubossary in der östlichen Mitte der Republik Moldau. Auf dem jüdischen Friedhof befinden sich viele gut erhaltene Grabsteine.